# خمیس (روستا)
 خمیس  (در عربی:  الخمیس )
نام روستایی است در دهستان ذُوعَید از توابع استان مَحویت در کشور یمن در شبه جزیره عربستان.

## جمعیت
جمعیت آن (۲۰۱) نفر (۱۳ خانوار) می‌باشد.